# Rory Sidey
Pas d'image ? Cliquez ici

a Compétitions nationales et continentales officielles uniquement.

Dernière mise à jour le 6 novembre 2009.
Rory John Sidey, né le 4 juillet 1986 à Sydney en Nouvelles-Galles du Sud, est un joueur de rugby à XV australien. Il évolue au poste de centre au sein de la franchise des Waratahs en Super 14.

## Carrière
Rory Sidey s'engage avec les NSW Waratahs en août 2009 après avoir évolué au sein de la province galloise des Newport Gwent Dragons pour laquelle il dispute la saison 2008-09 de la ligue celte. Avant de rejoindre l'Europe, Rory est membre de l'effectif espoir de la franchise des Nouvelles-Galles du Sud. Il participe à l'unique édition de l'Australian Rugby Championship en 2007 sous les couleurs des Western Sydney Rams et porte le maillot du West Harbour RFC pour le Shute Shield.
Rory Sidey est titulaire d'un Bachelor of Laws obtenu au sein de l'université Macquarie. Il représente la Trinity Grammar School, basée dans la banlieue ouest de Sydney, lors des compétitions jeunes.

## Parcours
- 2002 - 2008 : West Harbour RFC (Shute Shield)
- 2007  : Western Sydney Rams (Australian Rugby Championship)
- 2008 - 2009 : Newport Gwent Dragons (Ligue Celte)
- 2010 : NSW Waratahs (Super 14)
- 2011 - 2012 :Western Force  (Super 14)
- 2013 : Melbourne Rebels (Super 14)

## Palmarès
En club
Néant
En franchise
Néant